# Карнаух Петро Михайлович
Петро Михайлович Ка́рнаух (16 серпня 1927, Березове — 21 січня 2018, Сімферополь) — український художник; член Спілки радянських художників України з 1962 року та Спілки художників Росії. Заслужений художник Автономної Республіки Крим, народний художник Республіки Крим.

## Біографія
Народився 16 серпня 1927 року в селі Березовому (нині Синельниківський район Дніпропетровської області, Україна). 1949 року закінчив Дніпропетровське художнє училище; протягом 1950—1956 років навчався у Харківському художньому інституті у Йосипа Дайца, Олексія Кокеля, Василя Мироненка, Григорія Бондаренка, Петра Супоніна, Володимира Селезньова. Дипломна робота — серія політичних плакатів (керівник Володимир Селезньов).
Протягом 1956—1960 років викладав у Сімферопольському художньому училищі; у 1960—2000 роках працював на Кримському художньо-виробничому комбінаті. Мешкав у Сімферополі в будинку на вулиці Беспалова, № 3/1, квартира № 72. Помер у Сімферополі 21 січня 2018 року.

## Творчість
Працював у галузях плаката, книжкової та станкової графіки (у техніках пастелі, офорта, ліногравюри, рисунка вугіллям, олівцем розробляв тематику подвигів солдатів під час німецько-радянської війни, а також повсякденне життя прикордонників, рибалок), станкового живопису. Створював пейзажі, натюрморти, портрети. Серед робіт:
вугілля
- «Керівник польотів К. К. Бабкін» (1970; 1975);
- «Інспектор карного розшуку Н. В. Геращенко» (1977);
- «На варті кордонів» (1978);
- «Ветеран Великої Вітчизняної війни Р. Мазаєв» (1979);

літографії
- «Герой Соціалістичної Праці електрозварювальниця Р. І. Мотренко» (1960);
- «Генерал М. К. Закуренков» (1963; 1975);
- «Льотчик В. Чемерис» (1970);

акварелі
- «Портрет батька» (1971; 1972);
- «Гранати» (1979);
- «Голова Ради ветеранів Окремої Приморської армії, полковник П. М. Шедько» (1980, Музей героїчної оборони та визволення Севастополя);

ліногравюри
- «Захід сонця» (1960);
- «Сутінки» (1961);
- «Ранок» (1963);

офорти
- «Вечір» (1960);
- «Перед штормом»/«На риболовлі» (1961);
- «На рейді» (1962);
- «На промисел» (1964);
- «Перед виходом у море» (1970);

пастелі
- «На завдання» (1965);
- «Путина почалася» (1977);

плакати
- «Кукурудза — важлива сільськогосподарська культура» (1955, 1-а премія);
- «Тільки відмінної якості!» (1955);
- «Здрастуй, Фестиваль!» (1957);
- «І пісня, і праця…» (1963);

живопис
- «Дочка» (2000);
- «Троянди» (2001);
- «Сімферопольське водосховище» (2002);
- «Судацька фортеця» (2007);
- «Натюрморт» (2007).

Автор серій
- «Костянтинівський равелін» (літографії, офорти, 1967—1971; 1-ша премія на Обласному конкурсі найкращих творів мистецтва, присвяченому 30-річчю визволення Севастополя, 1974);
- «На варті чистого неба» (літографії, вугілля, офорти, 1970—1975)
- «Лермонтовськими місцями» (літографії, 1976).

Ілюстрував і оформив книги для видавництва «Крим» — «Чорне море» Івана Батурина (1964) та інші.
Брав участь у виставках з 1955 року, республіканських — з 1958 року, всесоюзних — з 1961 року. У 1974 році його твори експонувалися у Кечкеметі (Угорська Народна Республіка). Персональні виставки відбулися у Вільнюсі у 1979 році, Сімферополі у 2003 році.
Роботи художника зберігаються у Луганському, Сімферопольському, Миколаївському, Дніпровському, Харківському, Донецькому, Бердянському, Горлівському художніх музеях, Керченському історико-археологічному музеї, Миколаївському краєзнавчому музеї, Музеї образотворчих мистецтв Туркменістану імені Сапармурата Туркменбаші Великого.